# Nya Tider
Nya Tider er en film af Errol Norstedt fra 1996. Filmen indeholder sketcher og musikvideoer. Andre som deltager er Norstedts kæreste Leila Bergendahl. Vennen Jan-Åke Fröidh deltager i sketchen "Den Unika Enebusken". I musikvideoen til "Skyrider" vises Norstedts tidligere kæreste Hanne Mikkelsen.

## Indhold
- Rätt Sorts Råckenråll (Musikvideo) (på dansk: Den Rette Råckenrållen).
- Då Tar Jag Mig En Kopp (Musikvideo) (på dansk: Jeg Tager Mig En Kop).
- Ding New Wave (Musikvideo)
- Rörmokar'n Kommer (på dansk: Blikkenslageren kommer).
- Flickorna I Småland (Musikvideo) (på dansk: Pigerne I Småland).
- Kronofogden
- Piratrullen Med Landlord Blues (Musikvideo) (på dansk: Piratfilmen).
- Saxofonisten
- Kåta Lisa (på dansk: Liderlige Lisa).
- Bonnaboogie (Musikvideo) (på dansk: Landemandeboogie).
- Skyrider (Musikvideo)
- Moving In The Water (Musikvideo)
- Den Unika Enebusken (på dansk: den unikke enebærbusk).
- Dostojevskijs Strip-Tease